# Орлеан (футбольный клуб)
«Орлеан» (фр. Union Sportive Orléanaise Loiret Football) — французский футбольный клуб из города Орлеан. Основан в 1920 году. Имел профессиональный статус с 1980 по 1992 годы и возобновился в нём в 2014 году, после того как одержал победу в Национальной лиге и поднялся в Лигу 2. По итогам сезона 2014/15 «Орлеан» занял лишь 18-е место, понизившись в классе, однако по итогам сезона 2015/16 «Орлеан» вновь вернулся во второй дивизион.

## Достижения
- Национальный чемпионат
  - Чемпион: 2013/14
- Кубок Франции
  - Финалист: 1980